# Kōzui Ōtani
Le comte Kōzui Ōtani (大谷 光瑞, nom bouddhiste : 鏡如 Kyōnyo), né le 27 décembre 1876 et décédé le 5 octobre 1948, est un moine bouddhiste japonais, 22e abbé du Nishi-Hongan-ji, une sous-école du bouddhisme Jōdo shinshū, à Kyoto. Il est connu pour ses expéditions menées en Asie centrale vers des hauts lieux du bouddhisme, comme Subashi.

## Biographie
Entre 1902 et 1910, il finança trois expéditions vers l'Asie centrale mais n'y participa pas, car il devint abbé en 1903. Ōtani, qui était membre de la Royal Geographical Society, fut l'hôte de plusieurs de ses collègues venus explorer l'Asie centrale, tels que Sven Hedin ou Albert von Le Coq. Sa collection, souvent surnommée la Collection Ōtani, est toujours considérée comme étant d'une grande importance dans les études de la région, bien qu'elle soit aujourd'hui disséminée à Tokyo, Kyoto, en Chine et en Corée du Sud. En plus de ses responsabilités spirituelles, Ōtani écrivit des ouvrages sur la Chine, la Mandchourie et la porcelaine chinoise.
Selon Hisao Kimura, le prêtre bouddhiste japonais Aoki Bunkyo séjourna de 1912 à 1916 au Tibet où il représentait, ainsi que Tada Tokan, le comte Ōtani Kōzui,. Selon Scott Berry, les relations tibéto-japonaises prirent fin en 1914 après la disgrâce du comte Ōtani Kōzui,.
À l'époque du Grand Jeu, les services secrets britanniques et russes soupçonnèrent ses expéditions archéologiques de servir de couverture à des activités d'espionnage.
Après la mort de son père Ōtani Kōson, il lui succéda en tant qu'abbé de Nishi-Hongan-ji en 1903. Tout en continuant à financer les expéditions, il se consacra personnellement à la modernisation de son école du Jōdo Shinshū. Ces deux activités finirent par les endetter fortement, lui et l'école, menant à un scandale financier qui le força à abdiquer en 1914. Son neveu Ōtani Kōshō devint alors le 23e abbé.